# جبار رشک
جبار رشک (انگلیسی: Jabbar Rashak; ۱ ژوئیهٔ ۱۹۴۲ – ۹ اکتبر ۲۰۱۵) بازیکن فوتبال اهل عراق بود.
وی همچنین در تیم ملی فوتبال عراق بازی کرده‌است..